# Coryphantha wohlschlageri
Coryphantha wohlschlageri är en kaktusväxtart som beskrevs av Holzeis. Coryphantha wohlschlageri ingår i släktet Coryphantha, och familjen kaktusväxter. Inga underarter finns listade i Catalogue of Life.